# Tommy Johnson (musiker)
Tommy Johnson, född 1896 i Terry, Mississippi, död 1 november 1956 i Crystal Springs, Mississippi, var en amerikansk bluesmusiker, sångare och gitarrist och en av de mest inflytelserika musikerna inom deltabluesen. Han gjorde inspelningar 1928 (två sessioner hos Victor) och 1930 (en session för Paramount någonstans efter utbrottet av Jake leg) vilket resulterade i sex utgivna singlar. Till de mest kända låtarna hör "Cool Drink of Water Blues", "Maggie Campbell Blues" och "Big Road Blues".

## Övrigt
Tommy Johnson valdes in i Blues Hall of Fame av Blues Foundation 1986. Likaså blev hans inspelningar "Big Road Blues" och "Canned Heat Blues" invalda 1987 respektive 2013.
Johnson berättade ofta själv om hur han sålt sin själ till Djävulen i utbyte mot att lära sig spela gitarr.
Tommy Johnson förekommer som karaktär i bröderna Coens film O Brother, Where Art Thou? där han spelas av Chris Thomas King.
Ett originalexemplar av Tommy Johnsons "Alcohol and Jake Blues" såldes på eBay för 37 100 US-dollar 2013.

## Diskografi

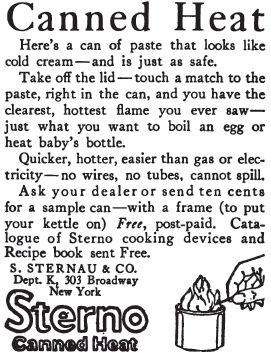
Annons för Sternos "Canned Heat" (1915), en burk med alkoholgel (denaturerad med metanol) som användes som brännare vid matlagning. Johnsons "Canned Heat Blues" handlar om vådan att använda produkten i berusningssyfte. Inspelningarna gjordes ju under förbudstiden och en annan substans som konsumerades under denna tid var "jake" (en alkoholhaltig "patentmedicin" som, på grund av tillsats av triortokresylfosfat, kunde ge upphov till polyneuropati), vilket texten till "Alcohol and Jake Blues" handlar om).

### Singlar
- "Cool Drink Of Water Blues"/"Big Road Blues" (feb 1928, Victor 21279)
- "Bye Bye Blues"/"Maggie Campbell Blues" (feb 1928, Victor 21409)
- "Canned Heat Blues"/"Big Fat Mamma Blues" (aug 1928, Victor V-38535)
- "Alcohol And Jake Blues"/"Ridin' Horse" (mars 1930, Paramount 12950)
- "Slidin' Delta"/"I Wonder To Myself" (mars 1930, Paramount 12975)
- "Lonesome Home Blues"/"Black Mare Blues" - take 2 (mars 1930, Paramount 13000)

#### Efterutgivna inspelningar
- "Lonesome Home Blues" (aug 1928 - take 1)
- "Lonesome Home Blues" (aug 1928 - take 2)
- "Louisiana Blues" (aug 1928)
- "I Want Someone To Love Me" (mars 1930)
- Titellös, kallad "Morning Prayer" och "Button Up Shoes" (mars 1930)
- Titellös, kallad "Bogaloosa Woman" (mars 1930)
- "Black Mare Blues" (mars 1930 - take 1)

### Samlingsalbum
- Tommy Johnson Canned Heat 1928 - 1929 (1990 - Document DOCD 5001) 30-sekunders snuttar på Archive.org
- Tommy Johnson: Cool Drink Of Water Blues (2010 - Monk 3201)